# Кройдон (боро Лондона)
Лондонский боро Кро́йдон (англ. London Borough of Croydon, произношениео файле) — один из 32 лондонских боро, находится на юге во внешнем Лондоне, в 15,3 км от Чаринг-Кросс.

## История
Как боро Кройдон был образован 1 апреля 1965 года на территории 87 км² слиянием города Кройдона и района Коулдон и Перли из графства Суррея. В свою очередь боро делится на 24 выборных участка. В 1954, 2000 и 2002 годах Кройдон трижды добивался получения статуса сити, но безуспешно.

## Население
По данным переписи 2011 года в Кройдоне проживало 364 800 человек, что делает его самым населённым боро Лондона. Из них 21,7 % составили дети (до 15 лет), 63,9 % лица трудоспособного возраста (от 16 до 64 лет) и 14,4 % лица пожилого возраста (от 65 лет и выше). Кройдон является экономически развитым районом, что влечёт приток мигрантов.

### Этнический состав
Основные этнические группы, согласно переписи 2007 года:
66,5 % — белые, в том числе 59,8 % — белые британцы, 1,9 % — белые ирландцы и 4,8 % — другие белые (поляки, итальянцы, немцы, евреи, шведы);
14,6 % — чёрные, в том числе 7,9 % — чёрные карибцы (ямайцы), 5,6 % — чёрные африканцы (нигерийцы, ганцы, сомалийцы) и 1,1 % — другие чёрные;
10,7 % — выходцы из Южной Азии, в том числе 7,5 % — индийцы, 2,6 % — пакистанцы и 0,6 % — бенгальцы;
2,5 % — метисы, в том числе 1,5 % — чёрные карибцы, смешавшиеся с белыми, 1,1 % — азиаты, смешавшиеся с белыми, 0,5 % — чёрные африканцы, смешавшиеся с белыми и 1,0 % — другие метисы;
0,8 % — китайцы;
2,3 % — другие азиаты (турки, афганцы);
1,0 % — другие (египтяне, цыгане).

### Религия
Статистические данные по религии в боро на 2011 год:
| Религия      | Кройдон % | Лондон % | Англия % |
| ------------ | --------- | -------- | -------- |
| Христианство | 56,4      | 48,4     | 59,4     |
| Ислам        | 8,1       | 12,4     | 5,0      |
| Индуизм      | 6,0       | 5,0      | 1,5      |
| Буддизм      | 0,7       | 1,0      | 0,5      |
| Сикхизм      | 0,4       | 1,5      | 0,8      |
| Иудаизм      | 0,2       | 1,8      | 0,5      |
| Другие       | 0,6       | 0,6      | 0,4      |
| Нет религии  | 20,0      | 20,7     | 24,7     |
| Не указана   | 7,6       | 8,5      | 7,2      |

## Транспорт
В необеспеченном столичным метро Кройдоне в 2000 году открылась современная трамвайная система Tramlink.

## Спорт
В Кройдоне базируется футбольный клуб Кристал Пэлас выступающий в Английской Премьер-Лиге.

## Известные уроженцы и жители
В Кройдоне образовалась индастриал-группа 400 Blows.
См. также Категория:Родившиеся в Кройдоне.